# BELvue Museum

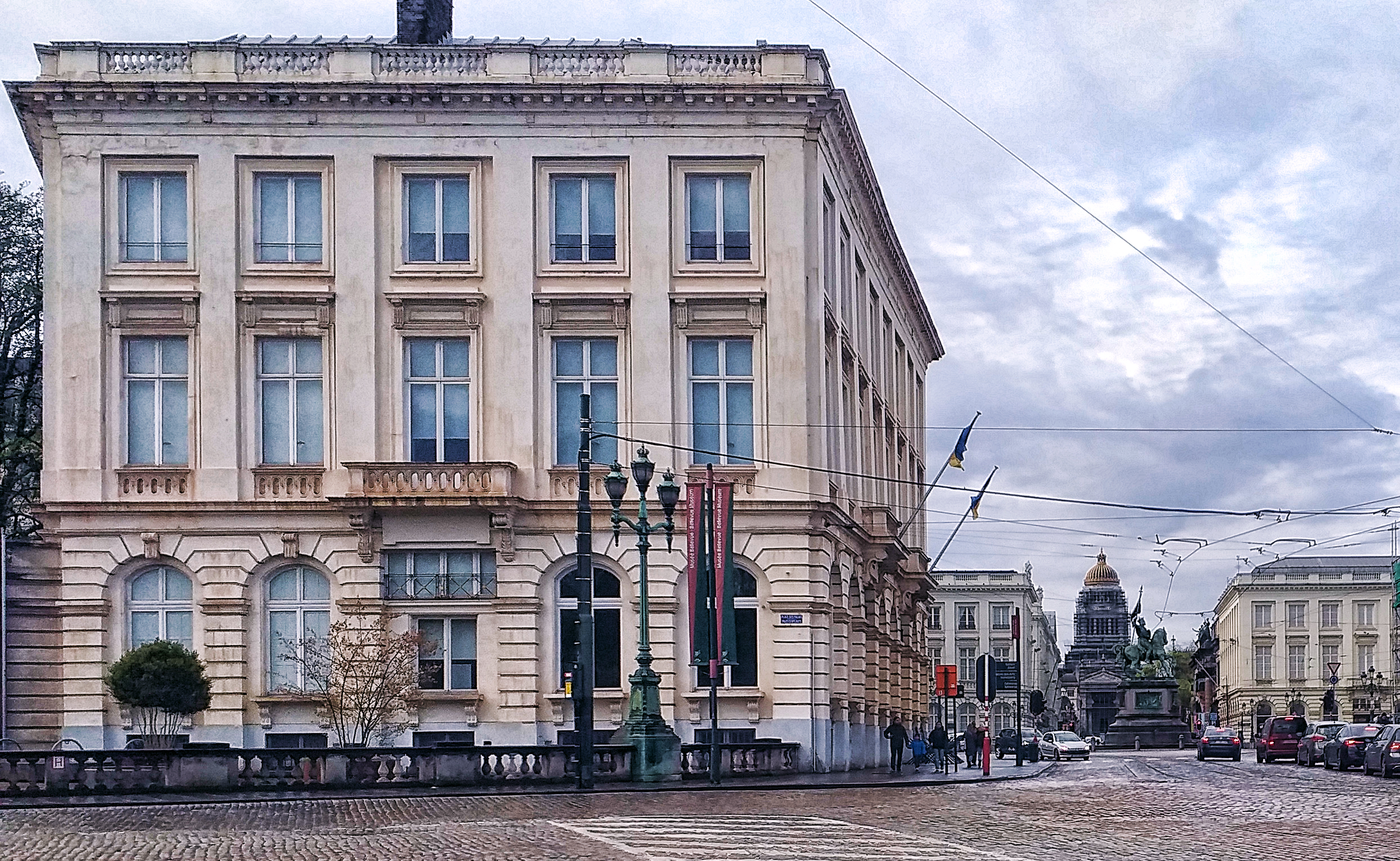
Hôtel Bellevue

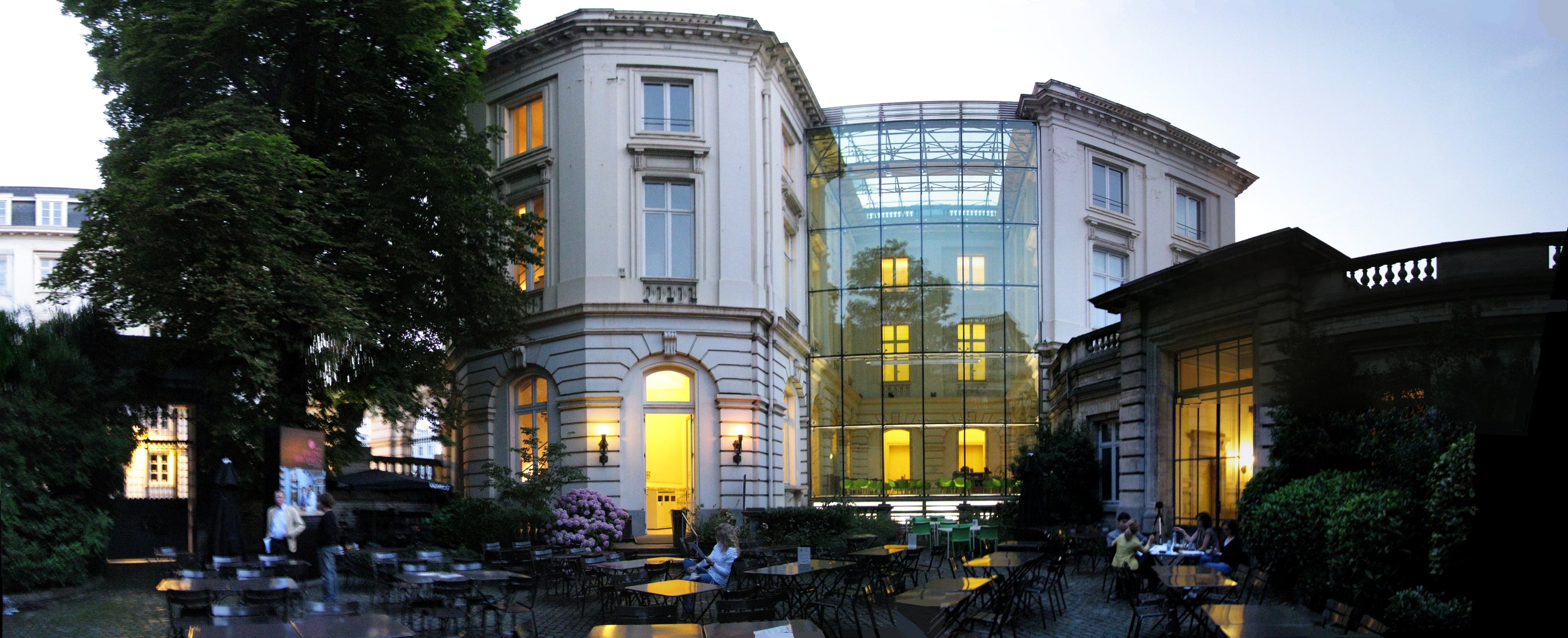
BELvue Museum

Das BELvue Museum ist ein Museum in Brüssel, Belgien. Es wird durch die König-Baudouin-Stiftung geleitet und wurde im Jahr 2016 komplett erneuert.
Das Museum hat eine Galerie mit über 200 Gegenständen zur Vergangenheit und Gegenwart Belgiens. Diese Objekte werden in chronologischer Reihenfolge vom 19. Jahrhundert bis in die Gegenwart vorgestellt.
Das Museum befindet sich im ehemaligen Hôtel Bellevue aus dem 18. Jahrhundert, wo unter anderem Sarah Bernhardt, Honoré de Balzac, Adolphe Thiers, Franz Liszt, Ulysses S. Grant, König Eduard VII. von England, König Viktor Emanuel III. von Italien, Kaiser Wilhelm I. aus Deutschland und Kaiserin Eugénie de Montijo.